# Anna Bailey Coles
Anna Bailey Coles (1925 - 3 février 2015) est la doyenne fondatrice du College of Nursing de l'université Howard.

## Biographie
Née à Kansas City, Anna Coles devient le superviseur de l'hôpital de l'administration des vétérans à Topeka Kansas à partir de 1950 pour une période de 8 ans. Pendant qu'elle travaille à l'hôpital, Anna Coles commence à préparer son Bachelor of Science (BS) au Avila College dans le Missouri, où elle obtient son diplôme en 1958, puis elle fréquente l'Université catholique d'Amérique pour passer son Masters of Science (MS) en 1960 et sa thèse en 1967. Anna Coles devient directrice des soins infirmiers au Freedman's Hospital de 1961 à 1968, lorsque le Congrès décide de transférer l'école de soins infirmiers du Freedmen's Hospital à la juridiction de Howard, et Anna Coles devient doyenne de l'école de soins infirmiers en 1969.
Anna Coles décède le 3 février 2015 et laisse un héritage sous la forme d'une bourse d'études à son nom au College of Nursing de l'université Howard.